# ヨアン・ブラウ
ヨアン・ブラウ (Joan Blaeu オランダ語発音: [ˈjoːɑm ˈblʌu]; 1599年頃 – 1673年12月21日)はオランダの地図製作者。ヨハネス・ブラウ（Johannes Blaeu）とも呼ばれる。1648年に出版された地図『Nova et Accuratissima Terrarum Orbis Tabula』や、1662年に出版された『大地図帳』の製作者として知られている。1648年の地図は地動説に基づいた初めての世界地図であった。また、オランダ東インド会社の公式地図製作者でもあり、アベル・タスマンが発見した土地を、オランダの地名ゼーラント（Zeeland）にちなんでNieuw Zeelandと名付け、この名はその後ニュージーランドとして定着することとなった。

## 経歴
1599年頃、オランダのアルクマールで生まれた。父は地図製作者のウィレム・ヤンスゾーン・ブラウ、母はマリトヘン・コルネリスドクターで、ヨアンは7人兄弟の長男であった。1605年、一家はアムステルダムのオプト・ワーテルに引っ越した。
ヨアンはライデン大学で法律を学び、1620年に法学博士となったが、父の仕事に加わり地図製作者となった。1630年には父と共同で『アトラス補遺』という地図帳を出版し、これが地図製作としての初めての仕事である。1634年、ヘールトライダ・フェルムウーレンと結婚した。1635年、父とともに『全地域に表と説明を添えた世界の舞台』を出版した。同書は人気になり、出版後も出典を増強してたびたび再版された。事業の成功にともない、1637年に工房をアムステルダムのブルームグラハトに移転した。この工房は、印刷用鋳造設備と9代の活版印刷機を備えた、当時のヨーロッパで最大の印刷施設であった。
1638年に父が亡くなり、その数か月後には母も亡くなった。同年、ヨアンは弟のコルネリスとともに父の製作所を引き継いだ。そして、同年の11月には父の後を継いでオランダ東インド会社の公式地図製作者にもなった。しかしコルネリスは1644年に34歳で死亡した。
1640年代から1650年代にかけては大型の地図帳製作に力を注いだ。同世代のヨハネス・ヤンソニウス（ヤン・ヤンソン）とはライバル関係にあり、どちらが精度の高い地図帳を作ることができるかで激しく争った。
1646年、オランダ東インド会社の公式地図製作者として、アベル・タスマンの発見した島に対し、ラテン語でNova Zeelandiaという名をつけた。これはオランダのゼーラント州の名に由来する。この名称のオランダ語Nieuw Zeelandが、ニュージーランドの語源となった。1648年にはヴェストファーレン条約締結記念としていくつかの地図を製作し、その影響で大型の地図帳製作作業はたびたび中断された。
1650年、市民警備隊長に任命された。1651年にはアムステルダムの地方議員に選出され、1672年まで務めた。
1662年には、地図帳の印刷に集中するために書籍部門を手放すと発表し、同年には大著『大地図帳』（Atlas Maior）の出版を始めた。
1667年、クラーフェンストラート（Gravenstraat）に、15台の印刷機を備えた印刷所が作られた。しかし1672年、火事により工房とそこにあった作品群は焼失してしまった。また、同年にウィレム3世がオランダ総督になると、政治的な力関係が変わったことで、ブラウは議席を失った。資産と地位を失ったブラウはその後体調を崩し、翌1673年の12月21日にアムステルダムで死去した。遺体はアムステルダムの西教会に埋葬されている。息子のヨアン2世は父の仕事を引き継ぎ、1712年まで地図製作に携わった。

## 出版した主な地図

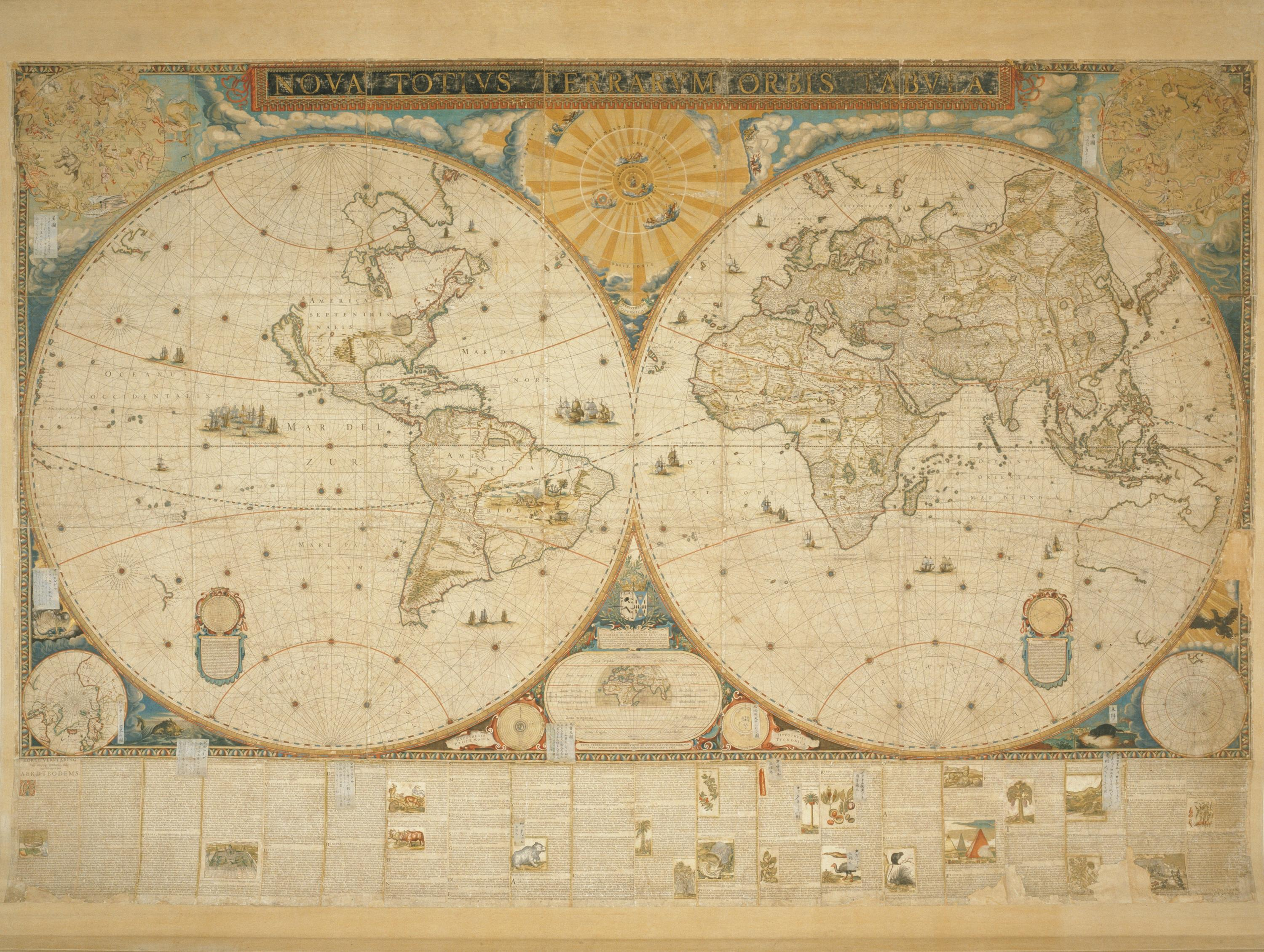
NOVA TOTIVS TERRARVM ORBIS TABVLA（新地球全図、1648年）

- 『全地域に表と説明を添えた世界の舞台』（Theatrum Orbis Terrarum, Sive Atlas Novus in quo Tabulae et Descriptiones Omnium Regionum）（1635年）

父ウィレムと連名で出版された。全2巻で、207点の地図が収録されている。再版されるたびに内容も拡充され、1645年には全4巻となった。
- Nova et Accuratissima Terrarum Orbis Tabula（1648年）[22]

幅3メートル、高さ2メートルの地図で、21枚のシートに印刷されている。ニコラウス・コペルニクスが1543年に発表した地動説に基づいて太陽系を描いた最初の地図で、上部には天球図が配置され、地球が太陽の周りを回転している内容が描かれている。また、オーストラリアの西岸やタスマニアを描いた最初の世界地図でもある。この地図は、1655年にオランダの建築家ヤコブ・ファン・カンペンがデザインしたアムステルダム市庁舎（現在のアムステルダム王宮）の床に描かれたデザインのテンプレートとして使われた。
- 『新地球全図』（NOVA TOTIVS TERRARVM ORBIS TABVLA）（1648年）

幅約3メートル、高さ約2メートルの壁掛け地図。ヴェストファーレン条約締結記念として作られた地図の1つ。東京国立博物館に所蔵されており、日本で重要文化財に指定されている。
- Toonneel der Steden（1649年）

オランダの市街図集。ラテン語版が1649年に出版され、その後の1652年ごろにオランダ語版が出版された。全2巻の構成で、スペイン統治下の都市を描いた巻と、オランダ王国統治下の都市を描いた巻に分けられている。ブラウは、本書の出版時には市街図集として今後「イタリア」「スペインと東インド諸島および西インド諸島のスペインの都市」「フランス」「イングランドとスコットランド」「スカンジナビアと東ヨーロッパ」の出版も計画していたが、実際に出版されたのはイタリアのみであった。
- Blaeu Atlas of Scotland（1654年）

スコットランドで最初の地図製作者であるティモシー・ポントによって作られた地図。このうちロージアンの地図は1610年にヨドクス・ホンディウスによって印刷され1630年に出版されていたが、大部分は本作でブラウの手により出版された。1662年の『大地図帳』でも、この地図が使用されている。
- Archipelagus Orientalis sive Asiaticus（1659年）

118.5 x 152.0 cm。1642年から1644年までのアベル・タスマンの航海を描いた地図。当時「オランディア・ノヴァ」と呼ばれたオーストラリア大陸の一部の他、タスマニア島、ニュージーランドも描かれている。メインの地図の中に2つの小図が挿入されており、1つにはラドローネス諸島（現在のマリアナ諸島）、もう1つにはメラネシアとポリネシアの島々が描かれている。旅行記で知られるメルキセデク・テヴェノーが1664年に発表した地図Hollandia Nova—Terre Australeに取り入れられた。ジェームズ・クックがオーストラリア東海岸の地図を作成するまでは、オーストラリアの地図はこの地図をもとに描かれていた。
- 『大地図帳（英語版）』Atlas Maior（1662年）

1662年のラテン語版を皮切りに、フランス語版、オランダ語版、スペイン語版、ドイツ語版も出版された。各言語版で巻数や収録された地図は異なり、ラテン語版では全11巻で、594の地図が収録されている。この地図帳は持ち主にとってのステータスシンボルとなり、17世紀でもっとも高価な本となった。ブラウはこの地図帳を、自身が『大地図帳、あるいは大地と海と天空がきわめて正確に記述されたブラウの宇宙誌学』と名付けた大プロジェクトの第1段階と考え、この先には海と天空の地図の作製も構想していたが、1672年の火災によりそれを果たすことはできなくなった。